# Afterwords (álbum de The Gathering)
Afterwords es el undécimo álbum de estudio de la banda de rock alternativo neerlandesa The Gathering lanzado a través de la etiqueta Psychonaut el 25 de octubre de 2013,  justo un año después de su trabajo anterior. Es el último álbum con la bajista Marjolein Kooijman, quien dejó la banda en 2014. 
Afterwords es una especie de continuación del álbum predecesor, Disclosure (2012), con nuevas versiones de cinco de los temas de ese disco. De hecho, se remite a sólo unos cuantos elementos distintos a los ya conocidos, con una melodía y tal vez un par de letras cambiadas, por lo que las canciones comienzan casi desde cero hasta construirse en composiciones  completamente diferentes. Tomando los elementos desde el anterior álbum, la banda reconstruyó algunas de las canciones, sonando más o menos similares estructuralmente. Las únicas piezas inéditas son "S.I.B.A.L.D." y "Gemini III". 
La canción instrumental que abre "S.I.B.A.L.D." tiene iniciales que significan "Sometimes It's Better A Little Dusty" ("A veces es mejor un poco de polvo"), una clara referencia a la reutilización de los viejos temas contenidos en este disco. Mientras tanto, "Echoes Keep Growing" (remake de "I Can See Four Miles"), "Afterlights" y "Tuning In, Fading Out" (remake de "Missing Seasons"), ya estaban incluidas en su anterior EP, Afterlights (2012).
"Sleep Paralysis" ("Paralyzed"), "Tuning In, Fading Out" ("Missing Seasons") y "Bärenfels" ("Heroes For Ghosts") son versiones más instrumentales con mucho énfasis en la electrónica.
Por otro lado, el grupo holandés contó con la colaboración especial de su cantante original, Bart Smits, quien estuvo en sus dos primeros álbumes de éxito discreto.

## Lista de canciones
| N.º | Título                                                                                           | Duración |  |
| 1.  | «S.I.B.A.L.D.» (Trompeta – Noel Hofman)                                                          | 05:02    |  |
| 2.  | «Echoes Keep Growing»                                                                            | 06:52    |  |
| 3.  | «Areas» (Vocales – Frank Boeijen)                                                                | 04:18    |  |
| 4.  | «Afterwords» (Vocales – Bart Smits)                                                              | 04:01    |  |
| 5.  | «Tuning In, Fading Out»                                                                          | 03:51    |  |
| 6.  | «Gemini III»                                                                                     | 04:00    |  |
| 7.  | «Afterlights»                                                                                    | 01:58    |  |
| 8.  | «Sleep Paralysis» (Guitarra – Marjolein Kooijman)                                                | 03:15    |  |
| 9.  | «Bärenfels» (Piano – Silje Wergeland, Trompeta – Noel Hofman, Voz [hablada] – Jakob Johannessen) | 08:12    |  |

## Créditos
- Silje Wergeland – vocales, piano
- René Rutten - guitarras, flauta, bajo (pistas 2,3, 4, 6)
- Marjolein Kooijman - bajo (pistas 1,8,9) , guitarra (pista 8)
- Hans Rutten - batería
- Frank Boeijen - teclados, vocales (pista 3)

### Músicos invitados
- Bart Smits - vocales (pista 4)
- Noel Hofman – trompeta

### Producción e Ingeniería
- Martijn Busink - Diseño
- Carlos Manuel Vergara Rivera - Ilustración de cubierta
- Bart Smits (pista: 4), Silje Wergeland (pistas: 1, 2, 5 to 9) - Letras
- Paul Matthijs Lombert - Masterizado
- Frank Boeijen, René Rutten - Mezcla, grabación e ingeniería
- Música por Frank Boeijen (pistas: 2, 4 to 9), René Rutten (pistas: 1, 2, 6, 8)
- Música y letras por Tony Mansfield (pista: 3)
- Gema Pérez - Fotogtafía promocional
- René Rutten - Productor